# Kareem Rush

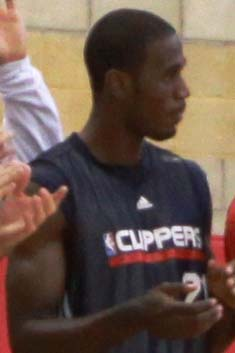
Rush pelos Clippers em 2009

Kareem Lamar Rush (Kansas City, 30 de outubro de 1980), é ex-jogador profissional de basquetebol norte-americano que atuava como Ala-armador na National Basketball Association (NBA).

## Carreira
Rush se inscreveu no Draft de 2002 e foi escolhido como a vigésima escolha pelo Toronto Raptors. Seus direitos foram trocados com o Los Angeles Lakers, onde jogou pouco em suas duas primeiras temporadas. No entanto, ele demonstrou suas habilidades de arremesso de três pontos, passando a jogar com mais frequência. Foi trocado com o Charlotte Bobcats por duas escolhas de segunda rodada do draft. Em 2005 renovou seu contrato com o time.

## Estatísticas

### Temporada regular
| Ano     | Equipe      | PJ  | PT | MPP  | %TC  | %3P  | %TL   | RPP | APP | ROB | TPP | PPP  |
| ------- | ----------- | --- | -- | ---- | ---- | ---- | ----- | --- | --- | --- | --- | ---- |
| 2002–03 | Los Angeles | 76  | 0  | 11.5 | .393 | .279 | .696  | 1.2 | .9  | .1  | .1  | 3.0  |
| 2003–04 | Los Angeles | 72  | 15 | 17.3 | .440 | .348 | .596  | 1.3 | .8  | .5  | .3  | 6.4  |
| 2004–05 | Los Angeles | 14  | 0  | 6.5  | .200 | .200 | 1.000 | .7  | .2  | .1  | .1  | .9   |
| 2004–05 | Charlotte   | 34  | 22 | 25.8 | .396 | .386 | .761  | 2.3 | 1.9 | .5  | .2  | 11.5 |
| 2005–06 | Charlotte   | 47  | 25 | 23.6 | .386 | .348 | .714  | 2.2 | 1.1 | .8  | .3  | 10.1 |
| 2007–08 | Indiana     | 71  | 15 | 21.2 | .401 | .389 | .714  | 2.4 | 1.3 | .6  | .3  | 8.3  |
| Total   |             | 314 | 77 | 18.2 | .402 | .360 | .698  | 1.8 | 1.1 | .5  | .2  | 6.8  |

### Playoffs
| Ano     | Equipe      | PJ | PT | MPP  | %TC  | %3P  | %TL   | RPP | APP | ROB | TPP | PPP |
| ------- | ----------- | -- | -- | ---- | ---- | ---- | ----- | --- | --- | --- | --- | --- |
| 2002–03 | Los Angeles | 9  | 0  | 7.1  | .379 | .364 | 1.000 | .3  | .2  | .1  | .0  | 3.3 |
| 2003–04 | Los Angeles | 22 | 0  | 14.3 | .385 | .400 | .667  | .7  | .8  | .4  | .1  | 3.7 |
| Total   |             | 31 | 0  | 12.2 | .383 | .393 | .857  | .6  | .6  | .3  | .1  | 3.6 |